# Участники сирийского конфликта
Почти сразу после начала вооружённого противостояния между сирийским правительством и оппозицией в марте 2011 года началась консолидация многочисленных политических и военных группировок в стране и за её пределами. Целью одних было проведение политических реформ и либерализации общественной жизни, другие же призывали к немедленному свержению режима Башара Асада. Внутренняя сирийская оппозиция выступает за диалог с правительством, в то время как внешняя настаивает на свержении режима и имеет вооружённое крыло. Особое место среди противостоящих режиму Асада групп занимают курдские регионалисты. Их главная цель — добиться расширения политических и культурных прав сирийских курдов.

## Переходное правительство Сирии
Переходное правительство Сирии было сформировано в декабре 2024 года после свержения Башара Асада в ходе наступления, ведущую роль в котором сыграла исламистская организация Хайят Тахрир аш-Шам (ХТШ). Правительство возглавили министры Правительства спасения Сирии, ранее сформированного ХТШ.
После того, как ХТШ, оппозиционные и лояльные Турции формирования свергли Асада и установили Переходное правительство, основное противостояние происходит между протурецкими формированиями СНА и Рожавой (СДС). Сама Турция участвует в конфликте, продолжая атаки дронов на Рожаву. 
ХТШ в ходе наступления на Рожаву и СДС также выступают против последних, пытаясь разоружить СДС и интегрировать их в свои структуры, угрожая им полноценным вооружённым наступлением. В этом случае ХТШ действует в соответствии с курсом Турции, официально заявившей о ликвидации СДС как об одной из своих стратегических целей.

## Баасистская Сирия

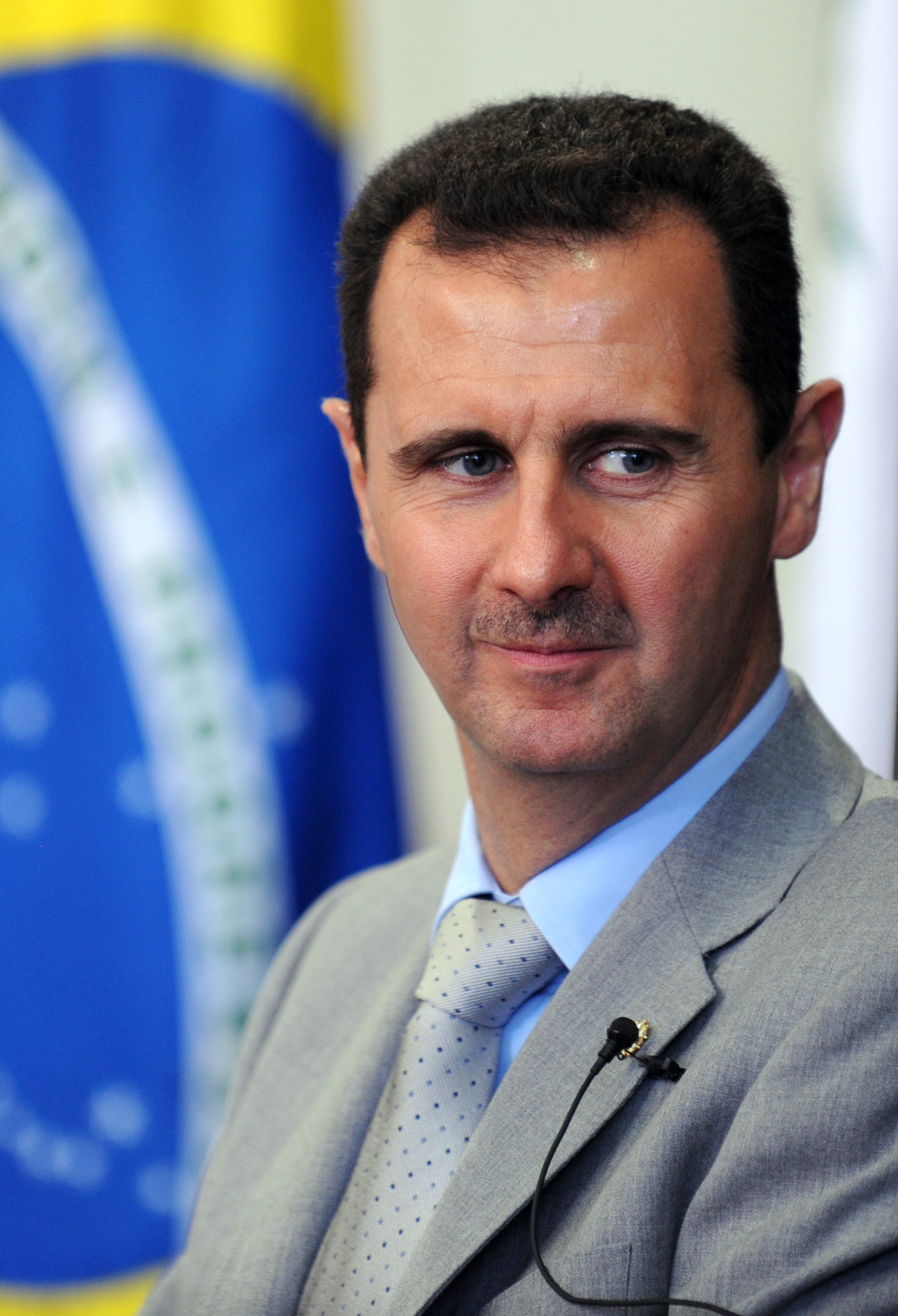
Башар Асад — президент Сирийской Арабской Республики

По словам властей Сирии, они ведут борьбу с международными террористическими группировками, которые получают поддержку из-за рубежа.

### Правительственная армия
Вооружённые силы серьёзно пострадали и были фактически разрушены в ходе вооружённого конфликта, в результате которого их численность сократилась более чем на половину (от довоенного состава в 325 тысяч человек до 150 тысяч в декабре 2014 года).

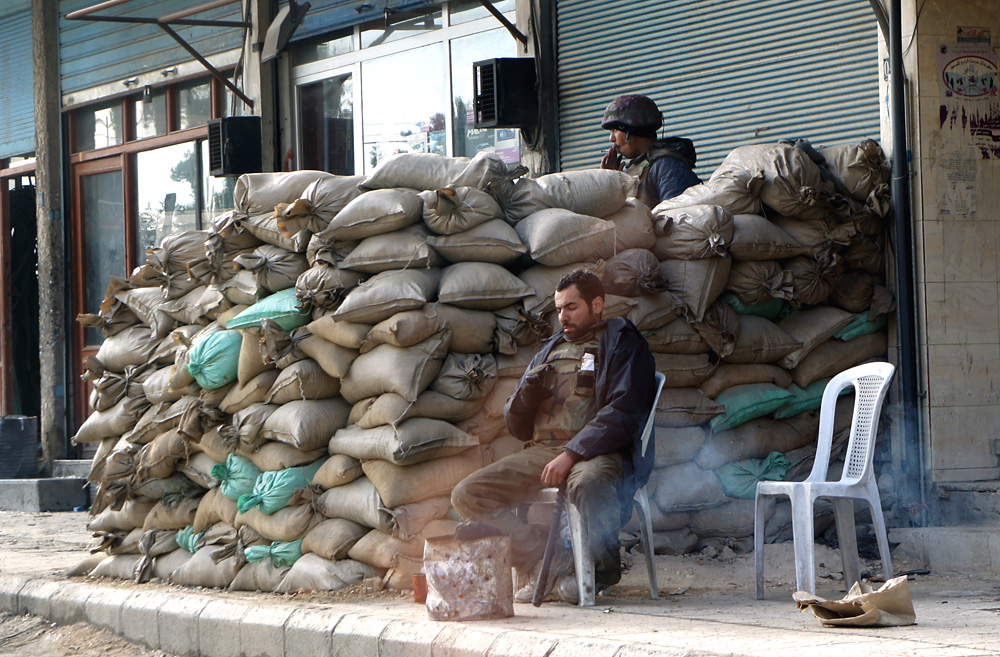
Правительственные войска патрулируют городские улицы (Дума, январь 2012)
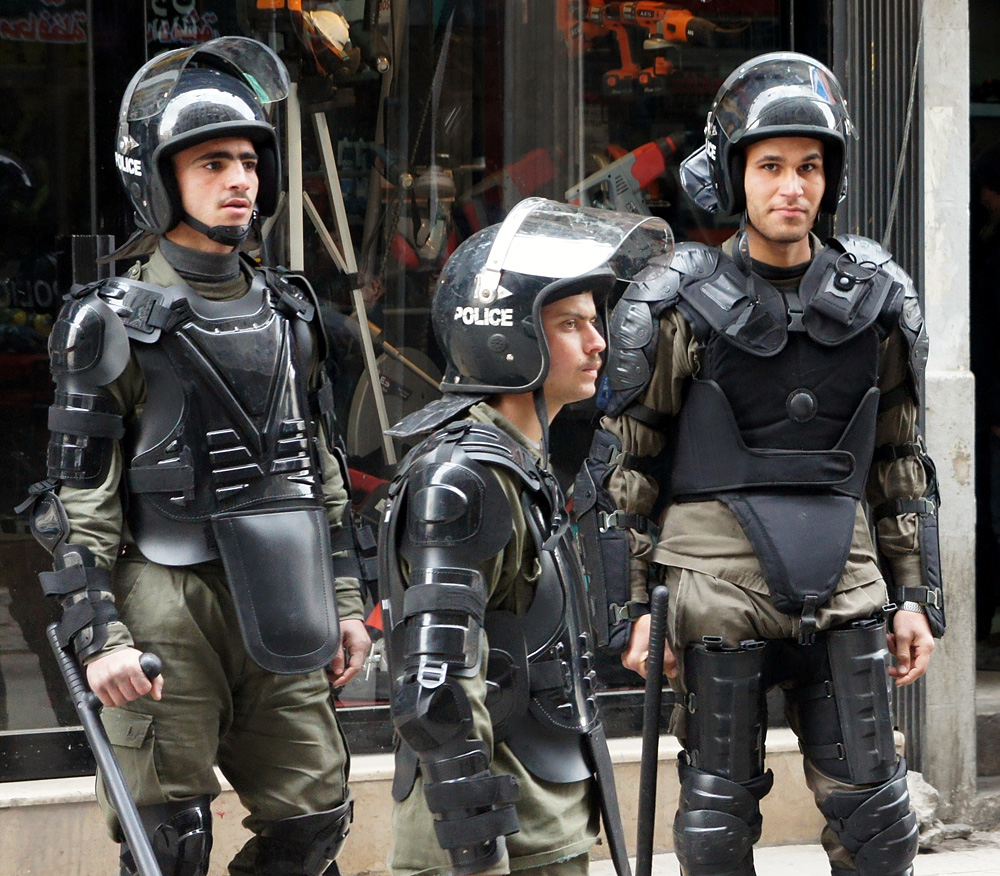
Полицейские патрулируют столичные улицы (Дамаск, январь 2012)
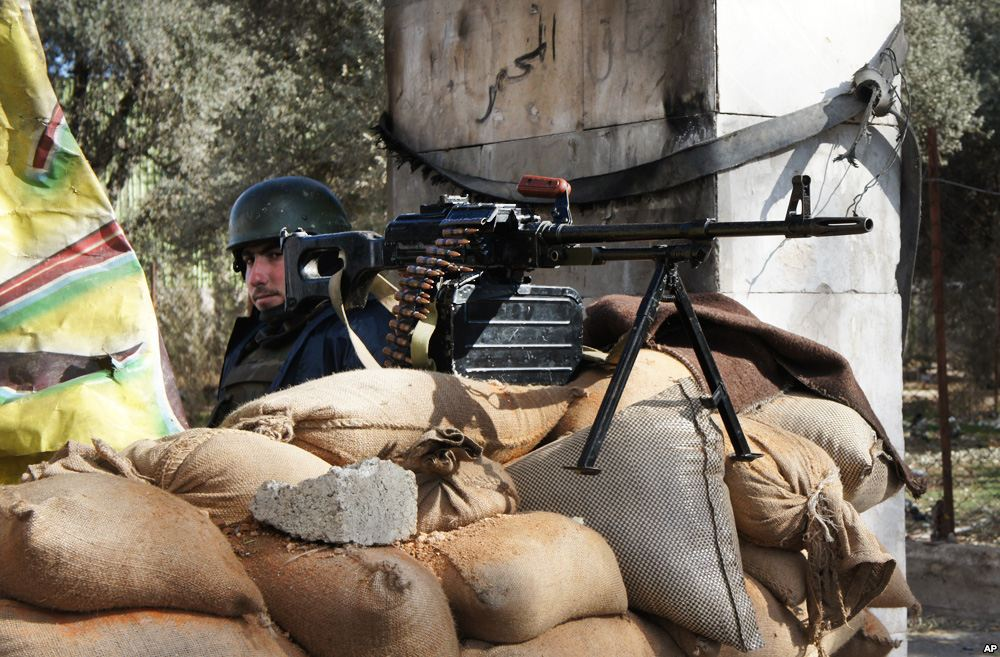
Солдат правительственной армии дежурит на контрольно-пропускном пункте (Дамаск, январь 2012)

### Шабиха
Проправительственное добровольческое ополчение.

### Поддержка
Сирийские христиане, составляющие около 10 % населения страны, в подавляющем большинстве также поддерживают правительство Башара Асада — сам факт существования их общины возможен только при условии сохранения светского характера государства. Несколько тысяч христиан служат в регулярной сирийской армии, а также в военизированных проправительственных формированиях, таких как Национальные силы обороны и Народные комитеты. Более того, у них есть собственные военизированные формирования, которые выступают на стороне правительственных сил и ведут борьбу против исламистских террористических группировок. Так при поддержке сил обороны на востоке страны были сформированы добровольческие отряды, целью которых является защита христианских общин от уничтожения исламистами. Основным таких объединением является организация «Христианское сопротивление», действующее в провинции Хомс.
Против военного решения конфликта, реализуемого вооружённой оппозицией, выступают все страны БРИКС — Россия, Китай, Индия, Бразилия, ЮАР, а также Иран и ряд латиноамериканских стран.

### Союзные вооружённые формирования
- Бригада «Абуль-Фадль аль-Аббас»[11]
- Арабская национальная гвардия (Сирия)
- Армия Махди (Ирак)
- Армия освобождения Палестины (Палестина)
- Асаиб Ахль аль-Хакк (Ирак)
- Организация Бадра (Ирак)[12]
- Басидж (в составе КСИР, Иран)[13][14][15]
- Катаиб Хезболла (Ирак)[16]
- Подразделение «Кодс» (в составе КСИР, Иран)[17]
- Народный фронт освобождения Палестины — Главное командование (Палестина)[18]
- Сирийская социальная националистическая партия (Сирия)[19]
- Сирийское сопротивление (Сирия)
- Славянский корпус (Россия)
- Хезболла (Ливан)
- Хуситы (Йемен)
- ФАТХ аль-Интифада (Палестина)[20]

### Военная поддержка и интервенция
- Беларусь[21][22]
- Ирак[23]
  -  ВВС Ирака[24]
- Иран
  -  ВС ИРИ
    -  КСИР[25]
      -  Силы «Кудс»
      -  ВВС КСИР

    -  СВ Ирана[26]
- КНДР[27][28][29]
- Россия[30][31]
  -     -  ИВ РФ[32]
    -  Авиагруппа ВКС РФ в Сирии
    -  Дальняя авиация ВКС РФ
    -  Соединение ВМФ РФ в Средиземном море
    -  ССО РФ[33]
    -  ВП МО РФ[34]
    -  ГРВС в Сирии[35]

  -  ЦСН ФСБ
  - ЧВК «Вагнер» (до сентября 2023)

#### Поставки нелетального вооружения
- Ангола[36]
- Венесуэла[37][38][39][40][41]
- Китай[42][43]

### Лоялистские группировки
После свержения режима Асада в Сирии появились группировки, декларирующие верность свергнутому режиму. Эти группировки ведут бои против сил нового правительства на западе Сирии.
Также эти группировки ведут действия против администрации Рожавы и СДС.
К их числу относятся:
- Сирийское народное сопротивление[46][47]
- Исламский фронт сопротивления в Сирии[48]
- Бригада береговой обороны

## Сирийская оппозиция

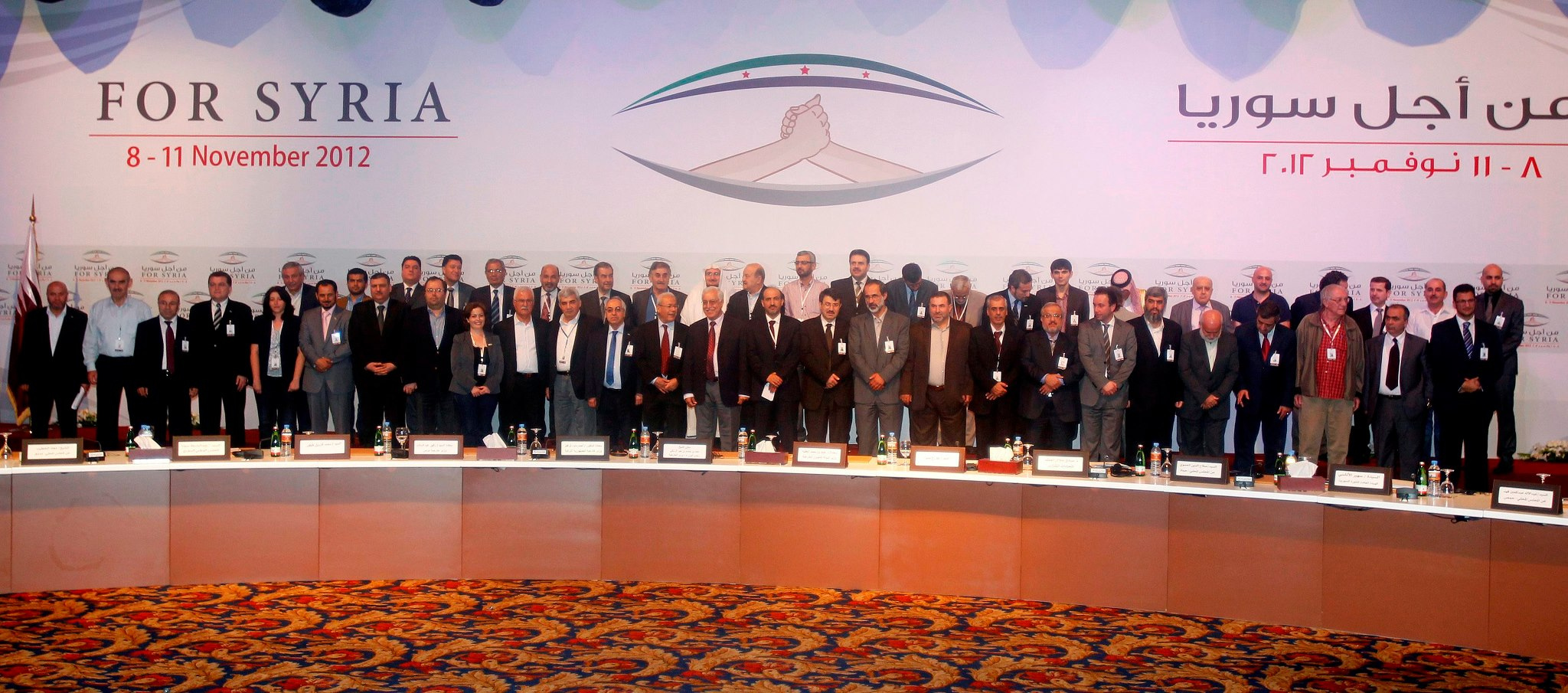
Заседание членов национальной коалиции (ноябрь 2012 года)

29 июля 2011 года было заявлено о создании Свободной армии Сирии. Она возникла в результате перехода на сторону оппозиции 7 офицеров Сирийских арабских вооружённых сил под руководством полковника Рияда Асада. Было выпущено видеообращение, призывавшее сирийских военных переходить на сторону оппозиции.
11 ноября 2012 года в столице Катара Дохе было заявлено о создании Сирийской национальной коалиции, в состав которой вошло и крупнейшее оппозиционное объединение — Сирийский национальный совет, ранее отказывавшееся от сотрудничества с другими группировками. 12 ноября о поддержке Сирийской национальной коалиции заявил Госдепартамент США. В тот же день страны Совета сотрудничества государств Персидского залива официально объявили о признании оппозиционной Сирийской национальной коалиции в качестве законного представителя сирийского народа. 19 ноября министры иностранных дел 27 стран Евросоюза объявили о признании Национальной коалиции «законными представителями чаяний сирийского народа». В то же время Радикальные исламистские группировки, участвующие в боях в Алеппо, включая «Лива ат-Таухид» и «Фронт ан-Нусра», отказались признать Национальную коалицию.
15 сентября 2013 года The Daily Telegraph опубликовала исследование, согласно которому в Сирии силы повстанцев составляют примерно 100 тыс. человек, среди которых имеется около 10 тыс. боевиков, являющиеся приверженцами глобального джихада (в том числе сторонники Аль-Каиды). Ещё около 35 тыс. радикальных исламистов ориентированы исключительно на войну внутри Сирии, а не на широкую международную борьбу. И ещё как минимум 30 тыс. повстанцев относятся к умеренным исламистам.

### Сирийская национальная армия
30 декабря 2017 года Турция сформировала на северо-западе Сирии Сирийскую национальную армию (СНА).

### Свободная сирийская армия

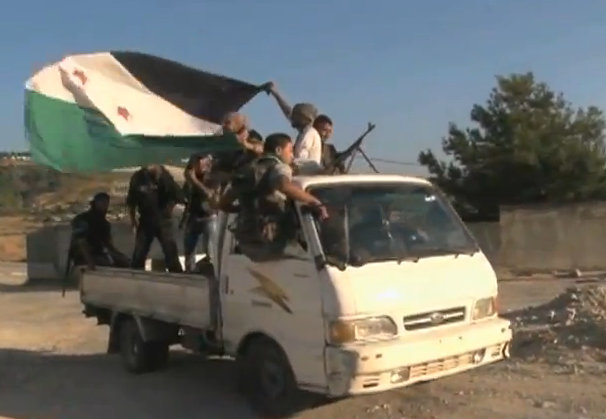
Грузовик перевозит отряд боевиков «Свободной сирийской армии» (август 2012)
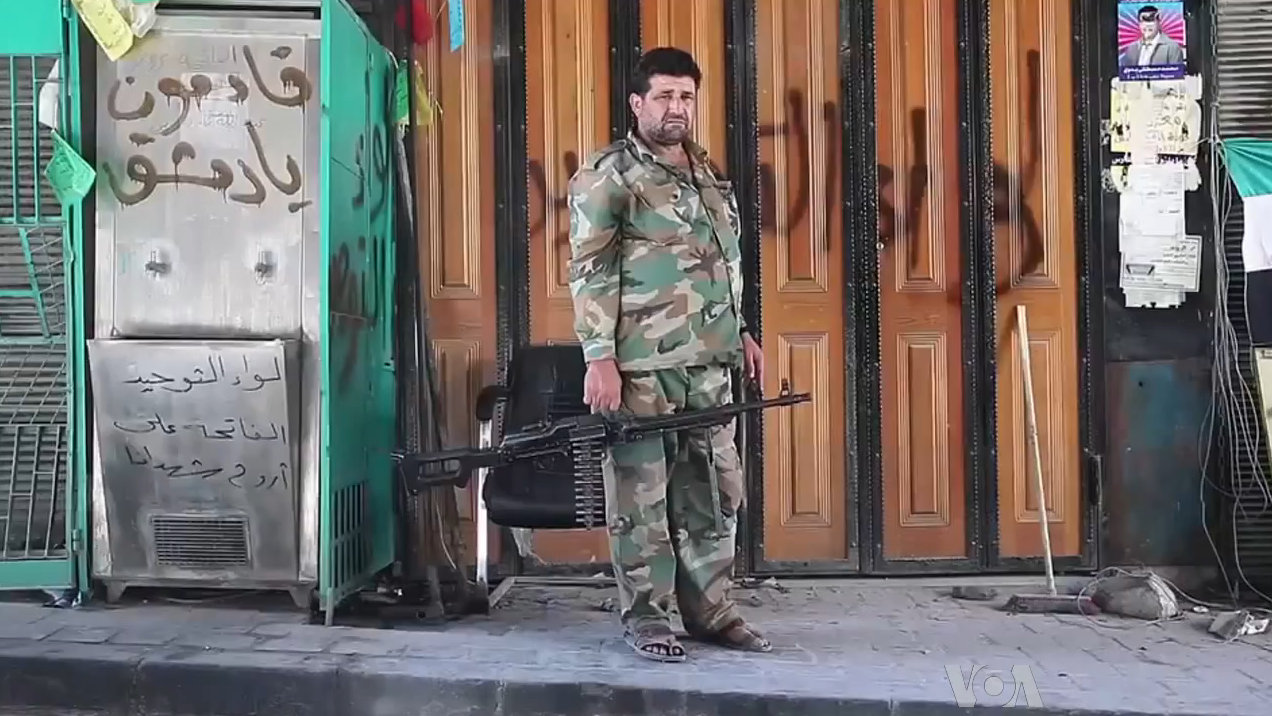
Повстанец ССА, вооружённый ручным пулемётом (Алеппо, октябрь 2012)
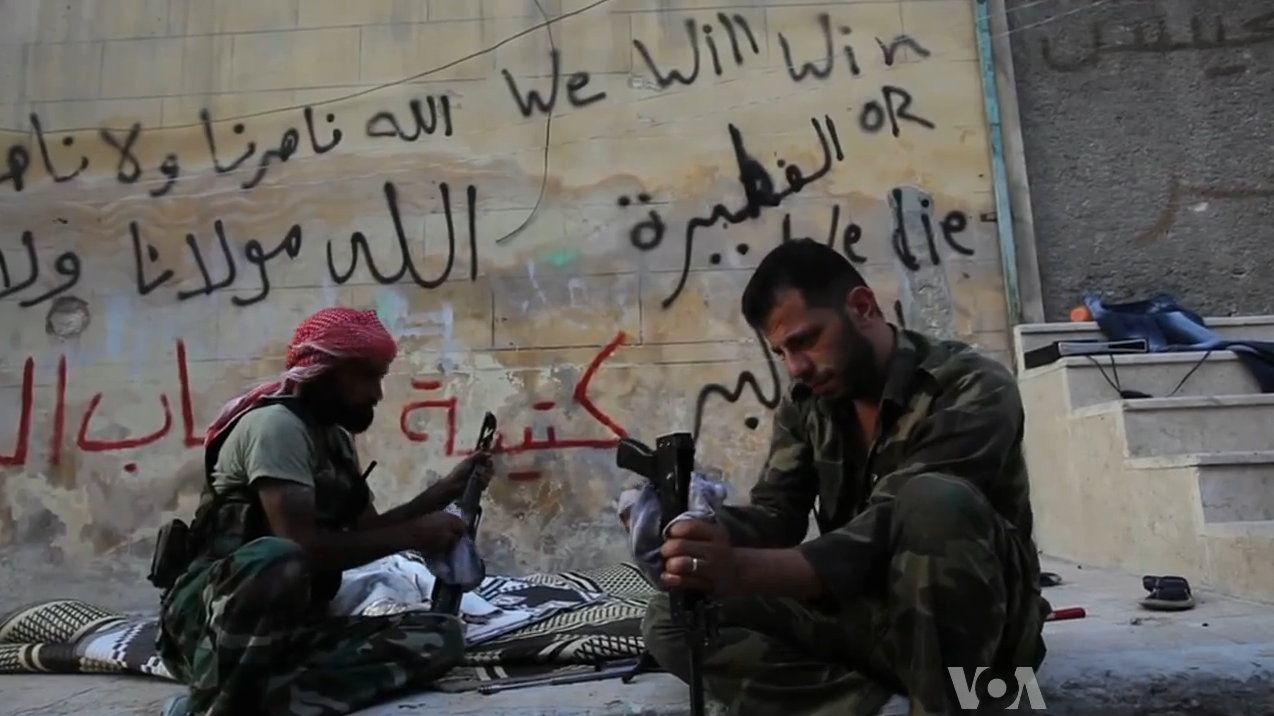
Боевики «Свободной сирийской армии» чистят свои АК-47 (справа) и ППШ (слева) (Алеппо, октябрь 2012)

Союзники
- Армия моджахедов (Сирия)
- Братья-мусульмане в Сирии
- Исламский фронт (Сирия)

### Поддержка
Военная поддержка
- Египет (до 2013 года)
  -  США (с 2014)
    - ВС США
      -  ВВС США[56][57]
      -  ВМС США[57]
        - Артиллерия  КМП США[58]

      -  Армия США
        -  Рейнджеры[58]

      -  1-й опспн «Дельта» (эпизодически)[59]

  -  Австралия (с 2014)[60]
    -  КВВС Австралии[61]

  -  Бахрейн
    -  КВВС Бахрейна[57][62]

  -  Бельгия
    -  ВК Бельгии[63]

  -  Великобритания
    -  ВС Великобритании
      -  КВВС[64]
      - ССН Великобритании
        -  SAS[65]

  -  Германия
    -  ВВС ФРГ (не боевая поддержка бомбардировок)[66]

  -  Дания
    -  КВВС Дании[67]

  -  Иордания
    -  КВВС Иордании[68]

  -  Канада (2014–16)
    -  КВВС Канады[69][70]

  -  Катар
    -  ВВС Катара[57]

  -  Нидерланды
    -  КВВС Нидерландов[71]

  -  ОАЭ
    -  ВВС ОАЭ[57][72]

  -  Саудовская Аравия
    -  КВВС Саудовской Аравии[57]

  -  Франция
    - ВС Франции
      -  ВКС Франции[73]
      -  Национальные ВМС Франции[74]
      -  СВ Франции
        -  BFST (не участвует в боях непосредственно)[75]

Поставки нелетального вооружения
- Великобритания
- Германия
- Канада

### Аль-Каида

#### Союзники и исламистские группировки
- Исламское движение Восточного Туркестана (КНР)
- Джебхат-ан-Нусра (Сирия)
- Джебхат Ансар ад-Дин (Сирия)
- Техрик-е Талибан Пакистан (Пакистан)
- Фатх-аль-Ислам (Палестина)
- Армия моджахедов (до января 2017)
- Армия завоевания (с 2015)
- [ Ахрар аш-Шам
- «Братья-мусульмане» в Сирии[76]
- Ансар аль-Ислам (Ирак)[77]
- Джебхат Фатх аш-Шам (до 2017)
- Джебхат ан-Нусра (до 2016)
- Джебхат Ансар ад-Дин
- Чеченские моджахеды
- Автономные джамааты

### Прочие группировки
- Троцкистская бригада Льва Седова (2012—2016)
- Троцкистская Народно-освободительная фракция (2014—2015)
- Бозкурт (с 2016)[78]

### Коалиции оппозиции

#### Национальный совет
19 июня 2011 года оппозиция сообщала о создании Национального совета — альтернативного правительства страны.
4 октября 2011 года в Стамбуле был создан Сирийский национальный совет, 10 октября его официально признал Переходный национальный совет Ливийской республики, признанный на тот момент частью государств мира.

#### Национальная коалиция сирийских революционных и оппозиционных сил
11 ноября 2012 года в столице Катара Дохе было объявлено о создании «Национальной коалиции сирийских революционных и оппозиционных сил», целью которой является объединение всех фракций, выступающих против президента Башара Асада, и свержение последнего.

#### Исламская коалиция
В конце сентября 2013 года несколько крупных сирийских повстанческих группировок отвергли верховенство Национальной коалиции сирийских революционных и оппозиционных сил, которую Западный мир считает легитимным представителем всех противников режима. 13 бригад вооружённой оппозиции вышли из состава Сирийской свободной армии и сформировали свой собственный военный альянс радикальных исламистов. Среди них — филиал Аль-Каиды в Сирии — Джебхат-ан-Нусра, и три эффективных формирования Сирийской Свободной Армии — Лива а-Тавхид, Лива аль-Ислам и Ахрар аш-Шам. Все три в своё время получали военную помощь от Соединённых Штатов. Новое джихадистское образование именует себя «Исламская Коалиция». Командиры исламистов выпустили специальный пресс-релиз, в котором сообщается, что «„Сирийская национальная коалиция“ нас не представляет, равно как и мы не признаем её полномочий. Мы призываем все гражданские и военные группы объединиться на ясной исламской основе, базирующейся на шариате, который является единственной основой законности». «Исламская коалиция» потребовала отвергнуть любую западную помощь и начала пропагандистскую кампанию против своих бывших братьев по оружию из ССА. Таким образом, предположительные союзники США в Сирии открыто перешли на сторону джихада.

### Конфликт между группировками
Несмотря на общность взглядов в отношении режима Башара Асада, внутри групп вооружённой оппозиции имеются принципиальные разногласия в том, что касается видения будущего Сирии после свержения существующего режима. Повстанцы начинали войну в надежде на демократичную и современную жизнь, тогда как джихадисты воспользовались ситуацией, чтобы продвигать идею установления в стране фундаменталистского исламского режима на основе шариата.
В сентябре 2013 года 13 группировок заявили о выходе из НКСРОС пользующейся поддержкой ЛАГ и ЕС, позднее отделилась и крупнейшая группа оппозиции (ССА).
Конфликт внутри сирийской оппозиции обострился в начале 2014 года между Свободной сирийской армией, «Армией моджахедов» и группами, входящими в «Исламский фронт», с одной стороны, и «Исламским государством Ирака и Леванта» (ИГИЛ), с другой. Также были сообщения о столкновении Исламского фронта против ССА. Исламисты захватили оружие, принадлежавшее ССА и поставленное в Сирию Великобританией и США. Это привело к приостановке помощи от США, Великобритании и ряда других стран в пользу ССА, а некоторые отряды из ССА заявили о выходе из организации и о присоединении к более экстремистским группам.
После своего формирования (конец 2013) коалиция Исламский фронт стала крупнейшей среди всех коалиций, при этом ИФ заявляет установку шариата в Сирии, но не в Сирии и других странах, как ИГИЛ. Между этими 2 сторонами произошло не менее 24 боестолкновений в 2013 году. Как относительно умеренная, третья сторона в лице Салима Идриса (секуляристская оппозиция Сирийский национальный совет (СНС) и его военного крыла — САС открыто заявила о войне между ней и джихадистами (ИГИЛ и Нусра).
Разногласия между ИГИЛ и другими повстанческими группами начались, когда ИГИЛ 18 сентября 2013 года выбило из приграничного города Аазаз представителей ССА. Оппозиционные группы обвинили группировку в пытках и необоснованных казнях на контролируемых ею территориях и в дискредитации своими действиями противников Башара Асада.
Джабха отказалась от объединения с другой джихадистской группировкой ИГИЛ.
Январь 2014. Все захваченные в плен боевики «Фронт ан-Нусра» и «Ахрар аш-Шам» были расстреляны. За неделю в столкновениях между ИГИЛ и иной оппозицией погибло 500 человек.
СМИ сообщали о боях исламистов и оппозиции, в ходе которых погибли 1400 человек.
По состоянию на начало 2014 года были стабильны 3 крупные направления внутри вооружённой оппозиции. Секуляристская (ССА), джихадистская (ИГИЛ) и относительно умеренные исламисты (Исламский фронт и др.). Эти направления регулярно в течение 2013 года (и начала 2014) доводили разногласия внутри себя и между собой до боевых, с переходами более мелких групп из одного направления в другое.

## Рожава и СДС

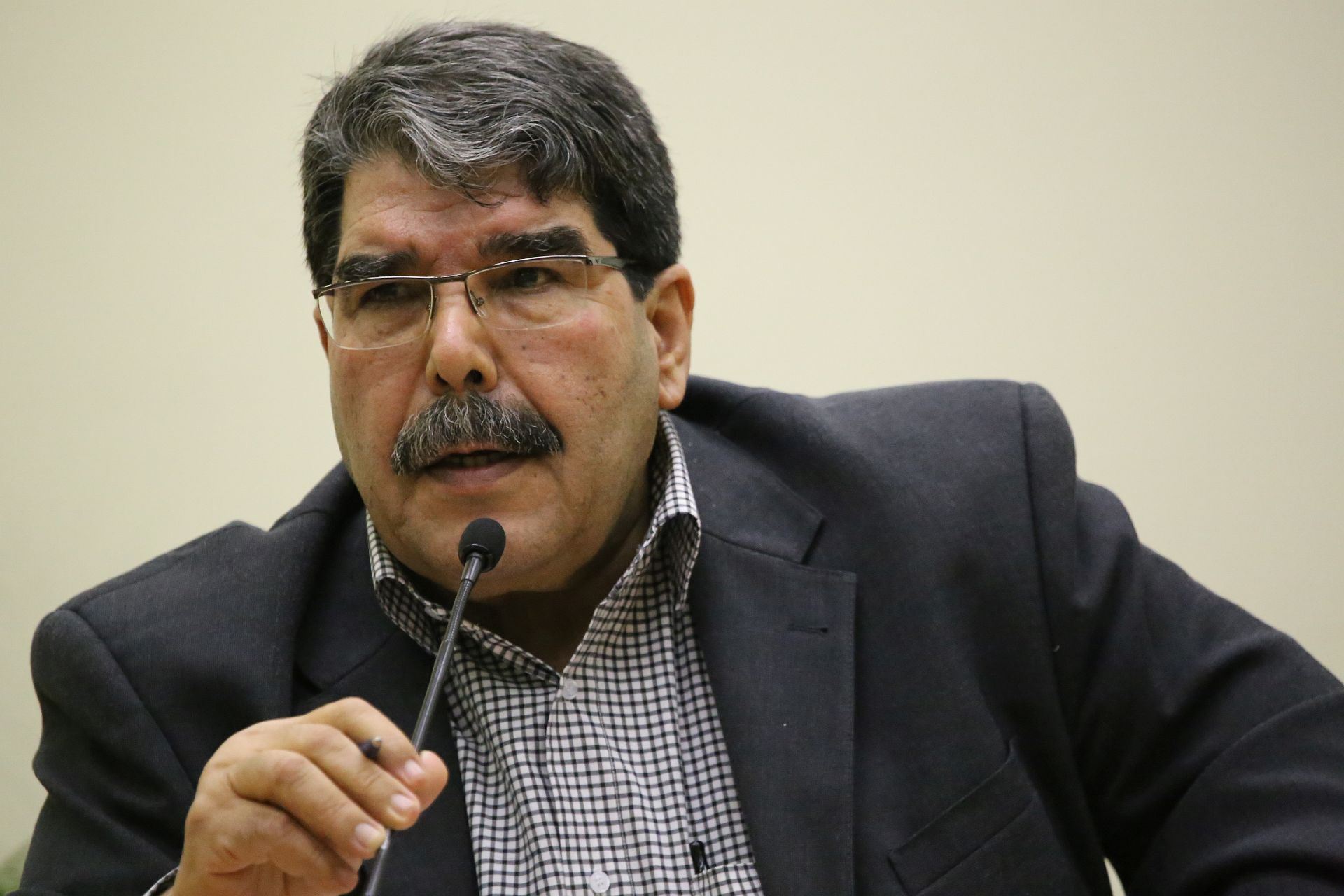
Салих Муслим Мухаммад — председатель партии «Демократический союз», член Национального координационного комитета (НККДП)

В качестве третьей стороны конфликта выступают сирийские курды, численность которых составляет примерно 10 % населения страны. В большинстве своём они находятся в оппозиции как к сирийским властям, так и к повстанцам. По факту им удалось создать на севере страны автономный регион — Сирийский Курдистан. Ввиду отсутствия в области сил сирийского режима, курдам самим приходится администрировать регион (см. TEV-DEM) и отбиваться от повстанцев.
Основными военно-политическими силами сирийских курдов являются Курдский национальный совет (КНС) и партия «Демократический союз» (PYD). Боевое крыло курдской оппозиции: Отряды народной самообороны (YPG), в рядах которых по состоянию на сентябрь 2014 года насчитывалось до 50 тысяч боевиков, внутренние войска Асайиш и Пограничные силы безопасности, выполняющие функции пограничных войск. К концу 2012 года YPG контролировали множество населенных пунктов на северо-востоке Сирии, а также район города Африн и 360 деревень в его окрестностях. YPG ведут активную борьбу с боевиками ССА и исламистами.
На занятых территориях курды сформировали собственные правоохранительные органы, парламент (DBK), суды, и школы с преподаванием на курдском языке. При этом PYD не выступают за отделение курдских регионов от Сирии и создание курдского национального государства (это противоречило бы идеологии PYD, отрицающей примитивный этнический национализм других курдских группировок), а лишь за более широкую автономию в составе страны, и усиление влияния институтов курдского гражданского общества.
17 марта 2016 года была с участием курдов был провозглашена Федерация Северной Сирии

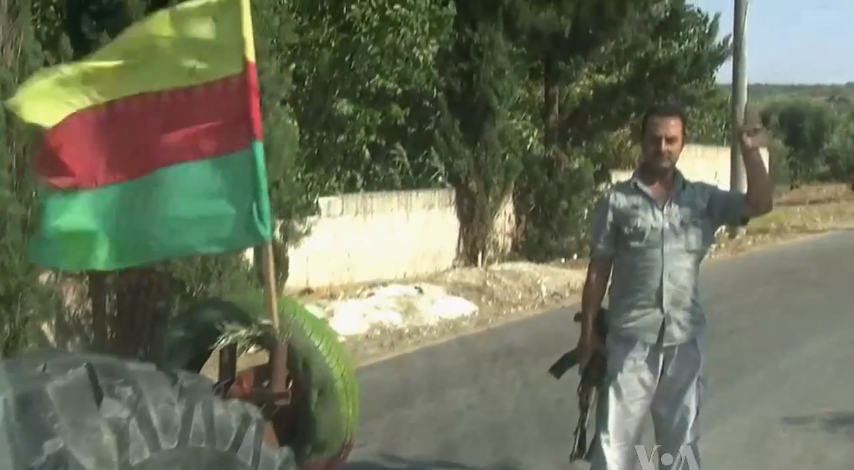
Флаг Западного Курдистана на блокпосте в Африне (август 2012)
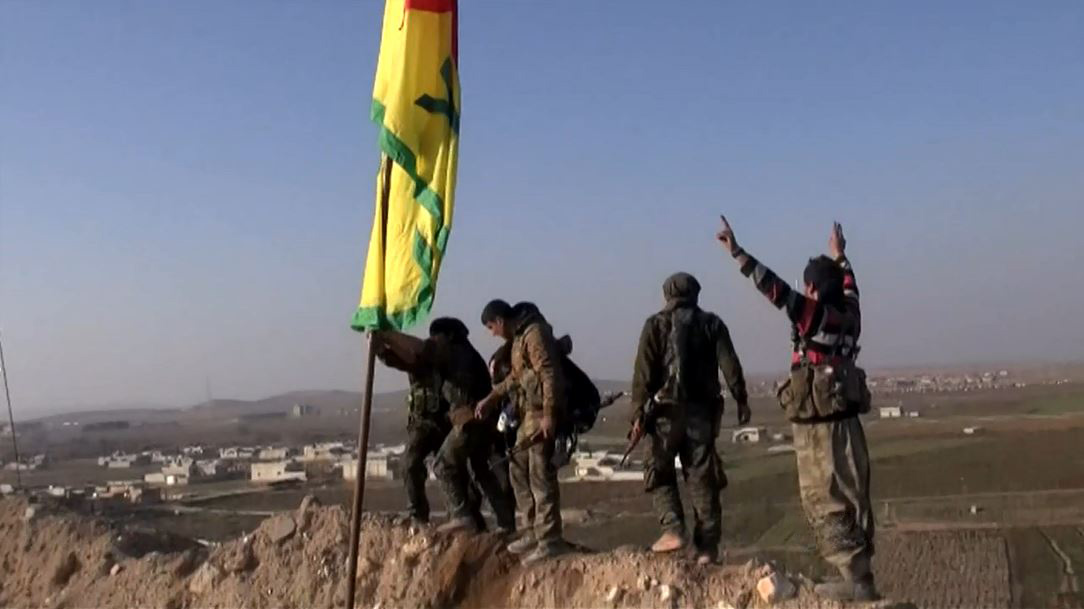
Боевики YPG во время боев за Кобани (окрестности Айн-эль-Араб, январь 2015)
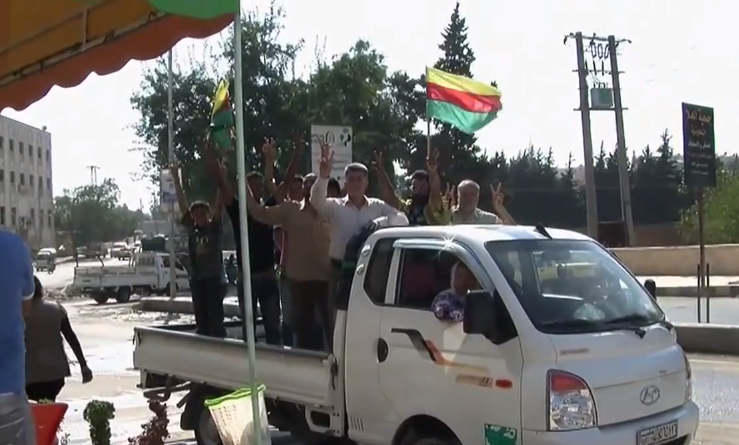
Сторонники «Демократического союза» в городе Африн (август 2012)

10 октября 2015 года США на северо-востоке Сирии сформировали альянс курдских и арабских группировок Сирийские демократические силы (СДС).
Союзники
- Пешмерга
- Рабочая партия Курдистана[103][104]

### Поддержка
Военная поддержка
- Иракский Курдистан
- Сирия (предположительно)
- Франция
- США
- Россия

Поставки нелетального вооружения
- Великобритания

## Исламское государство Ирака и Леванта
Газета Wall Street Journal отмечает — отличаются особой жестокостью, связана с «Аль-Каидой». Многие тысячи иностранцев сражаются в рядах ИГИЛ.
В начале февраля 2014 года главное командование «Аль-Каиды» сообщило, что отказывает в поддержке Исламскому государству Ирака и Леванта. «ИГИЛ не является отделением движения „Аль-Каида“. Мы не поддерживаем с ним никаких связей и не можем нести ответственность за его действия», — говорится в опубликованном командованием заявлении. Борьба между ИГИЛ и другими оппозиционными группировками стала одним из факторов гражданской войны. Насаждаемое радикальными исламистами трактовка религии и жестокость в отношении несогласных оттолкнули от неё недавних союзников. Бои развернулись между ИГИЛ и официальным отделением «Аль-Каиды» в Сирии — Джебхат-ан-Нусра. Столкновения между оппозиционными боевиками унесли с начала 2014 года около 1800 жизней.
После занятия нескольких городов и объявления государства, иностранные боевики в составе группировки стали публично отрекаться от своих стран и сжигать паспорта. Среди них есть и бывшие граждане России.